# Gare centrale de Gdańsk
La gare centrale de Gdańsk (Gdańsk Główny en polonais, Danzig Hauptbahnhof en allemand) est une gare ferroviaire polonaise située à proximité du centre de la ville de Gdańsk
C'est une des grandes gares de la Pologne, desservie par de nombreux trains interrégionaux et internationaux (notamment via la ligne menant à Varsovie avec des trains directs à destination notamment de Vienne (Autriche) via Katowice, de Berlin via Poznań, de Lviv via Cracovie et celle allant vars Stargard (de), régionaux et locaux.

## Situation ferroviaire
Établie à 8 mètres d'altitude, cette gare est située à peu de distance à l'ouest de la vieille ville.

## Histoire

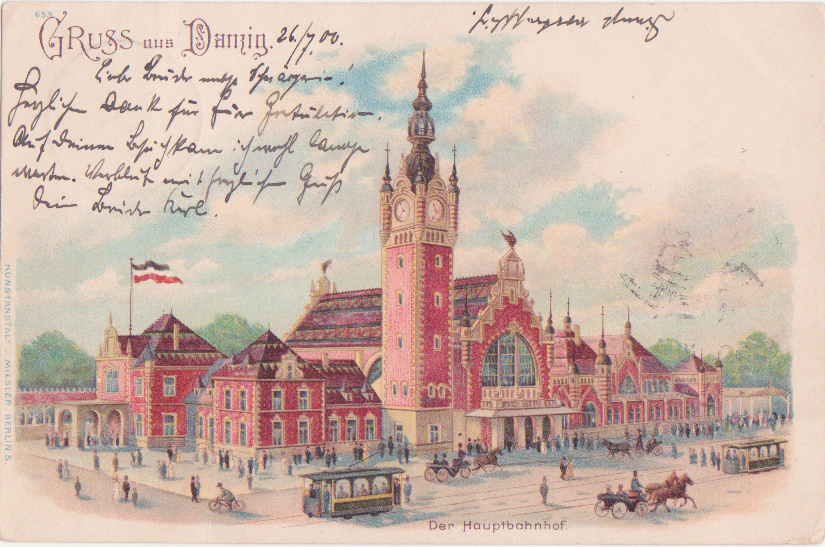
Danzig Hauptbahnhof, sur une carte postale de 1900.

La gare a été mise en service par la Preussische Ostbahn (« Chemin de fer prussien de l'est »), sous le nom de Danzig Hauptbahnhof, le 19 juillet 1852, à l'occasion de l'ouverture de la ligne de Bromberg à Dantzig. Elle trouve son apparence définitive avec la construction entre 1896 et 1900 du bâtiment voyageurs dans un style néo-Renaissance flamande, alors très prisé en Europe du Nord. Il s'inspire surtout des modèles présents dans la ville de Gdańsk, comme le Grand Arsenal, la Porte Verte et la Katownia, alors que la tour d'horloge est un écho au beffroi de l'hôtel de ville. On peut faire également un lien la gare Saint-Pancras de Londres
Son architecture a visiblement inspiré celle de la gare de Colmar, construite peu après, et qui appartenait aussi à la même époque à l'Empire allemand.
À l'époque de la Ville libre de Dantzig (1919-1939), conformément au traité de Versailles, la gare est administrée par les chemins de fer polonais, même si la langue utilisée est l'allemand.
En 1945, lors de l'avancée de l'armée soviétique en Allemagne, la gare est incendiée et ruinée. Dans l'après-guerre, Dantzig est annexé à la Pologne et redevient Gdańsk. Les autorités polonaises font restaurer le bâtiment à l'identique.

## Service des voyageurs

### Accueil
Gare PKP, elle dispose d'un bâtiment voyageurs, avec guichets, ouvert tous les jours. Un buffet est présent en gare.

### Intermodalité
Un parc à vélos et un parking pour les véhicules y sont aménagés. La gare est notamment desservie par le Tramway de Gdańsk.

## Culture
- « La Gare de Gdańsk » film polonais de Maria Zmarz-Koczanowicz, 2007[2]